# Parco locale del bosco di Legnano
Il  Parco del bosco di Legnano  (o Bosco di Legnano oppure parco Castello) è un parco locale di interesse sovracomunale che si sviluppa intorno all'Olona. Ha una superficie di circa 25 ettari e si estende interamente sul territorio di Legnano, comune della città metropolitana di Milano, in Lombardia.

## Storia e caratteristiche

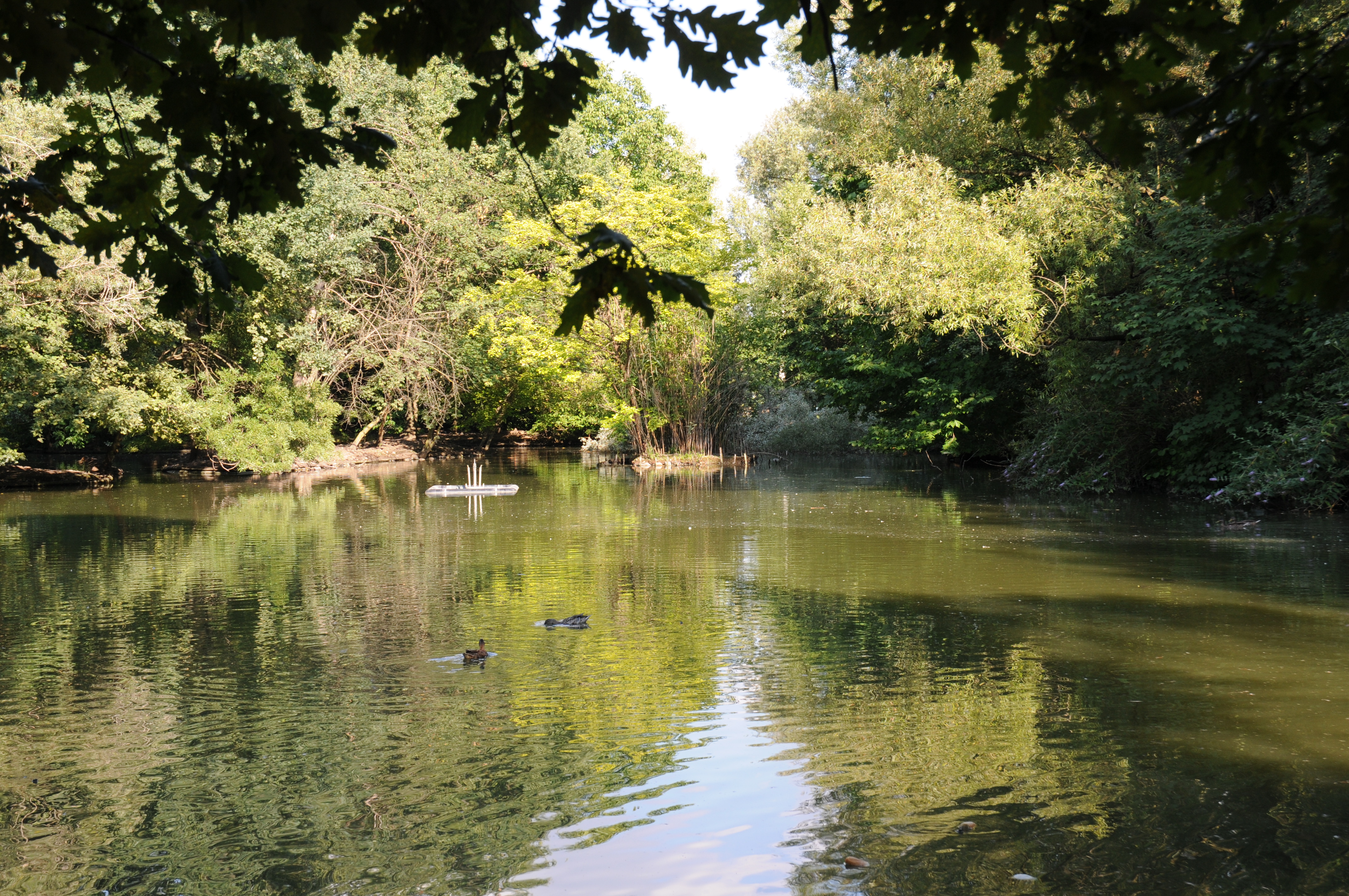
Uno scorcio del laghetto presente all'interno del Parco

Collocato ai margini della città, confina con i comuni di Canegrate e San Vittore Olona e si estende nei dintorni del castello visconteo di Legnano. Istituito nel 1976 come parco locale di interesse sovracomunale, dal 2008 fa parte del Parco dei Mulini, parco di interesse sovracomunale che si estende per circa 500 ettari.
Nel periodo della sua costituzione, i rimboschimenti non erano effettuati basandosi su criteri specifici di salvaguardia del paesaggio locale e dunque l'area protetta annovera perlopiù piante non autoctone della zona. Sono presenti ontani, biancospini, frassini, gelsi, platani, robinie e salici, ma solamente i pioppi lungo le rogge testimoniano oggi l'antico paesaggio della regione agricola intorno all'Olona.
A partire dal 1981 è stata creata una zona umida di circa mezzo ettaro di superficie che è alimentata da acque di falda con lo scopo di fornire un ambiente favorevole alla vita di pesci e uccelli acquatici. Tra i pesci sono presenti lucci e carpe, oltre a numerose altre specie ittiche. È del 2011 l'installazione di una grande fontana all'interno dello specchio d'acqua principale con funzione di ossigenazione delle acque. Nel parco si possono osservare esemplari di ricci, tartarughe, scoiattoli rossi americani e nutrie.

## Strutture

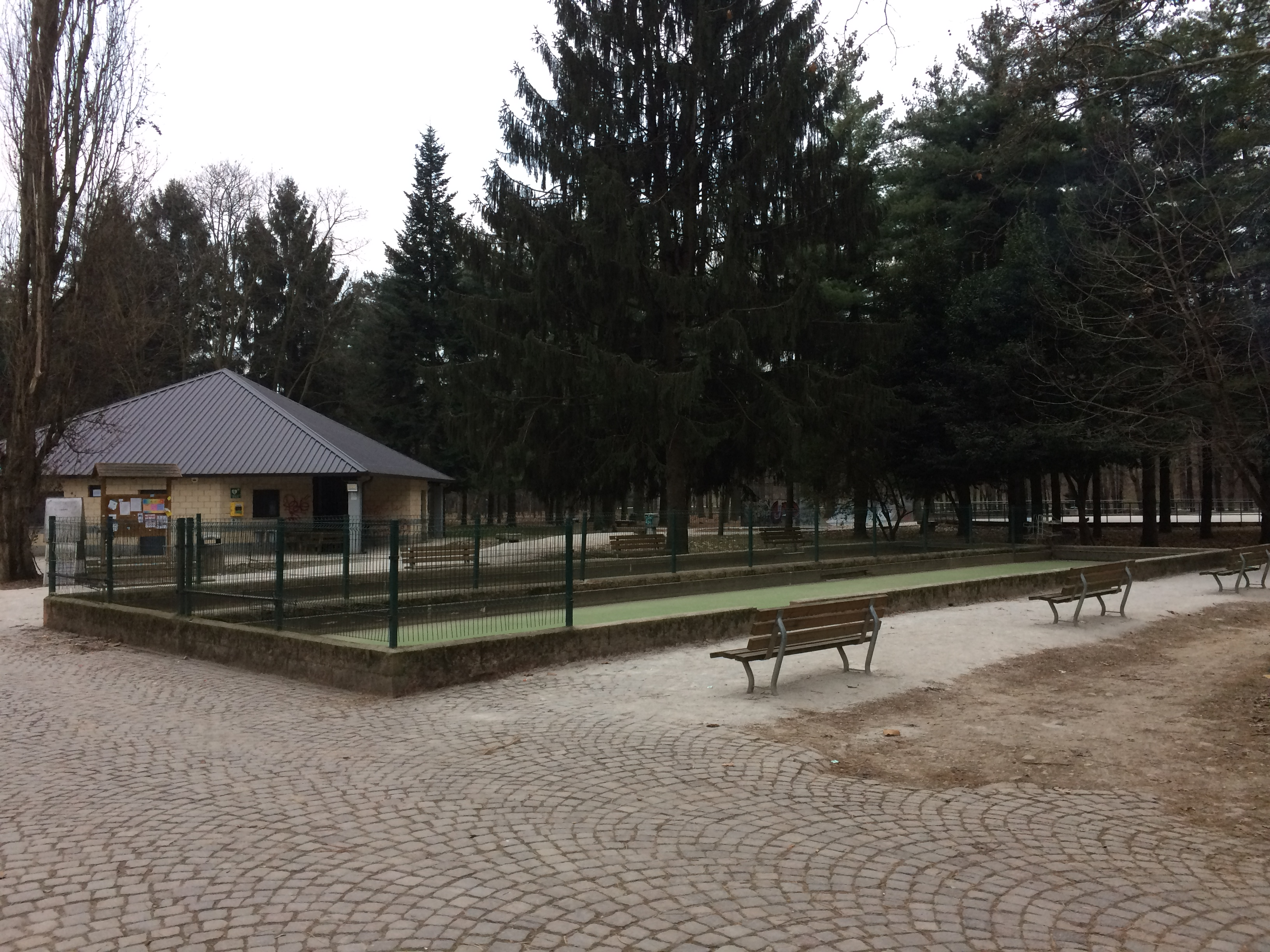
Il bar, Il campo da bocce e alcune panchine.

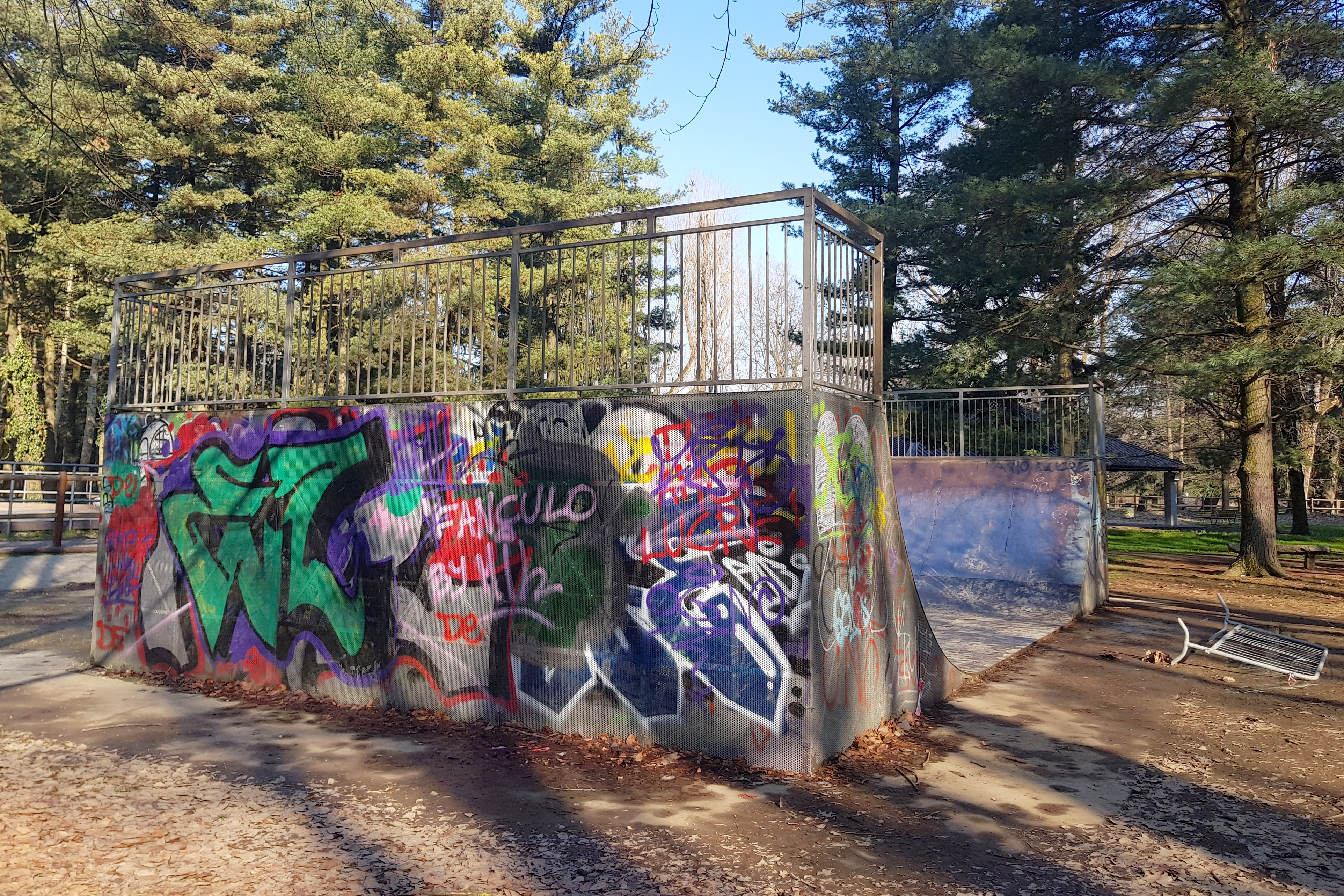
La rampa per praticare skateboarding e pattinaggio

Tutta l'area verde è circondata da una recinzione e i principali sentieri interni sono pavimentati in cemento. All'interno del parco si trovano anche diverse strutture poste per incentivare l'uso ricreativo del parco: un bar, i campi da bocce, una pista in cemento per il pattinaggio e di una rampa half-pipe in metallo per l'uso di skateboard e pattini. Adiacente alla zona bar è stato aggiunto un piccolo parco giochi per bambini con scivoli e altalene. Per gli amanti del jogging è stato installato un time point che consente di monitorare on-line i tempi dei propri allenamenti. Per chi porta a passeggio i cani nel parco è presente un'area recintata all'interno della quale si possono liberare i cani.